# Epitaph für Johann Friedrich Rampacher

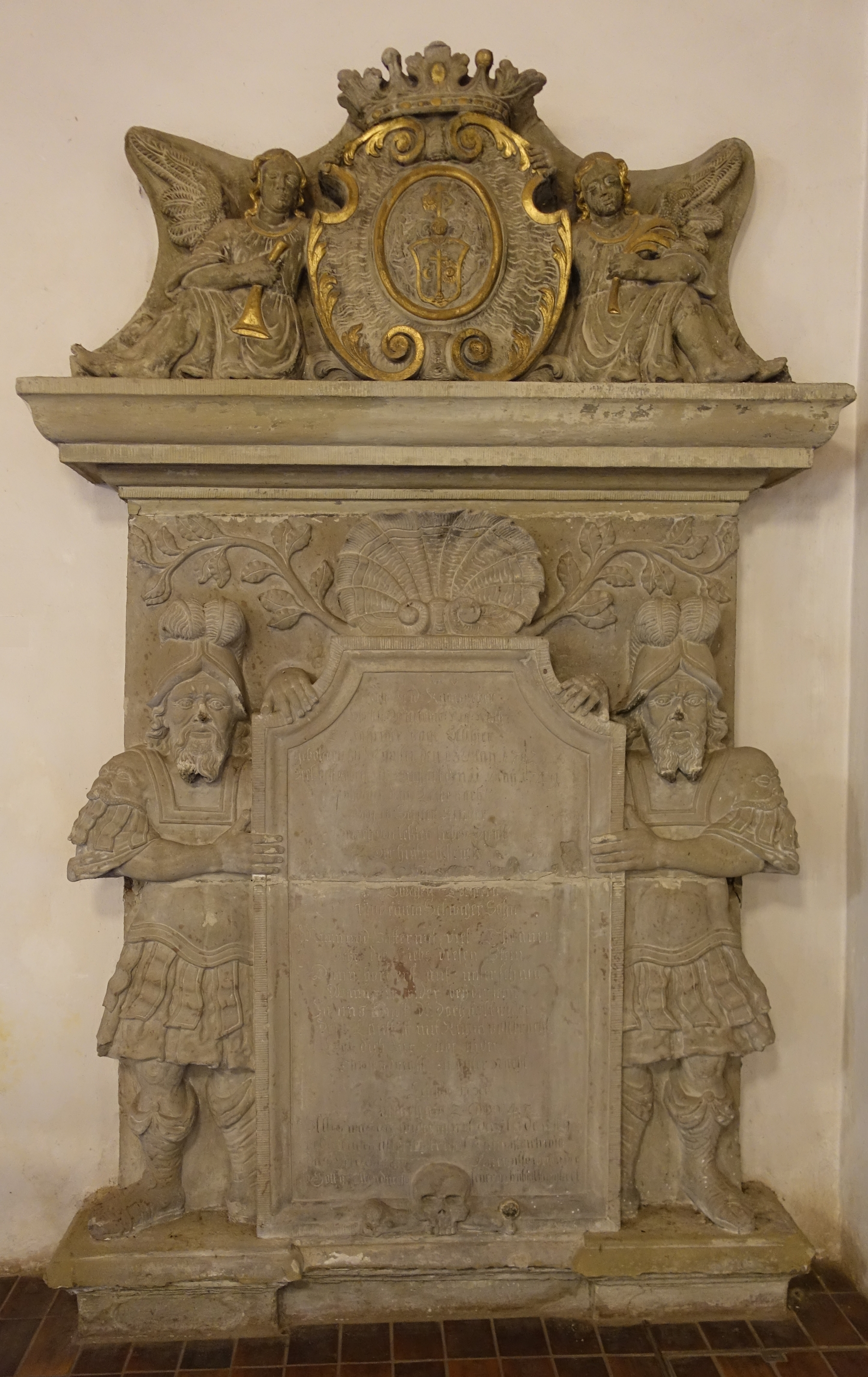
Epitaph für Johann Friedrich Rampacher

Das Epitaph für Johann Friedrich Rampacher ist eines von 14 Epitaphen der Uffkirche in Stuttgart-Bad Cannstatt. Das Innenepitaph ist dem Cannstatter Regierungsrat, Hofgerichtsassessor und Vogt Johann Friedrich Rampacher (1702–1749) gewidmet. Das Epitaph besteht aus einem Postament mit einer Inschriftentafel und einem Giebelaufsatz mit dem Wappenschild der Familie Rampacher.

## Beschreibung
Das Wandepitaph ist an der rechten Seite der Westwand angebracht. Das zweiteilige Epitaph besteht aus einem Postament und einem Giebelaufsatz. Das Postament trägt eine Inschriftentafel mit einer Gedenkinschrift (Inschrift 1) und einer Bibellosung (Inschrift 2). Es wird von einer ausladenden Muschelform bekrönt, hinter der 2 Blätterzweige seitlich hervorsprießen. An der Unterkante schließt die Inschriftentafel mit einem unterkieferlosen Totenkopf ab, der auf einem dicken Knochenschlegel ruht. Der geschweifte Giebelaufsatz zeigt das bekrönte, rollwerkumrahmte Wappenschild der Familie Rampacher, das von 2 geflügelten Engeln mit Trompete und Palmzweig gehalten wird.

## Inschriften

### Inschrift 1
- Gedenkinschrift für den Cannstatter Regierungsrat, Hofgerichtsassessor und Vogt Johann Friedrich Rampacher (1702–1749):

| [...] VG Johann Friderich Rampacher Hochfürstlicher Würtembergischer Regierungs Rath 28 Jähriger Vogt Allhier gebohren zu Münster den 13. Jan. 1702 Seelig gestorben zu Cannstadt den 11. May 1749 Ruht hier dem Leibe nach Bey 10 Seiner Kinder Durch den letzten Liebes Dienst Der Hinterlassenen ... Zweyen Töchtern Und einem Schwiger Sohn Mann und Vatter mit viel Thränen Setzt die Liebe diesen Stein Dann hört erst auf unser sehnen Wenn wir wider bey dir seyn Zu uns komst Du doch nicht wider Dein Lauff ist mit Ruhm vollbracht Lege dich zur Ruhe nider Tausendmahl zu guter Nacht |

### Inschrift 2
- Bibellosung aus dem Buch Jesus Sirach, Kapitel 2,4–5:

| Leichen TCX [?] Syrach am 2. Cap. 4.5 Alles was dir widerfahret das leide [...], gedultig in allerley trübsal. Dann gleichwie das Gold durchs Feuer, [so] alle werden, die Gott gefallen, durchs Feuer der Trübsal bewähret. |